# Al-Barka

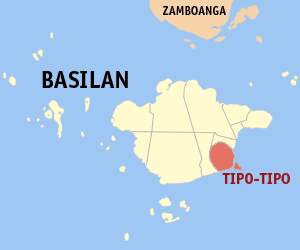
Al-Barka was created from the Municipality of Tipo-Tipo in 2006.

Al-Barka là một đô thị hạng 6 ở tỉnh Basilan, Philippines.

## Các đơn vị hành chính
Al-Barka, về mặt hành chính, được chia thành 16 khu phố (barangay).
| - Apil-apil - Bato-bato - Bohe-Piang - Bucalao - Cambug - Danapah - Guinanta - Kailih | - Kinukutan - Kuhon - Kuhon Lennuh - Linuan - Lookbisaya - Macalang - Magcawa - Sangkahan |